# 泰国義徳善堂

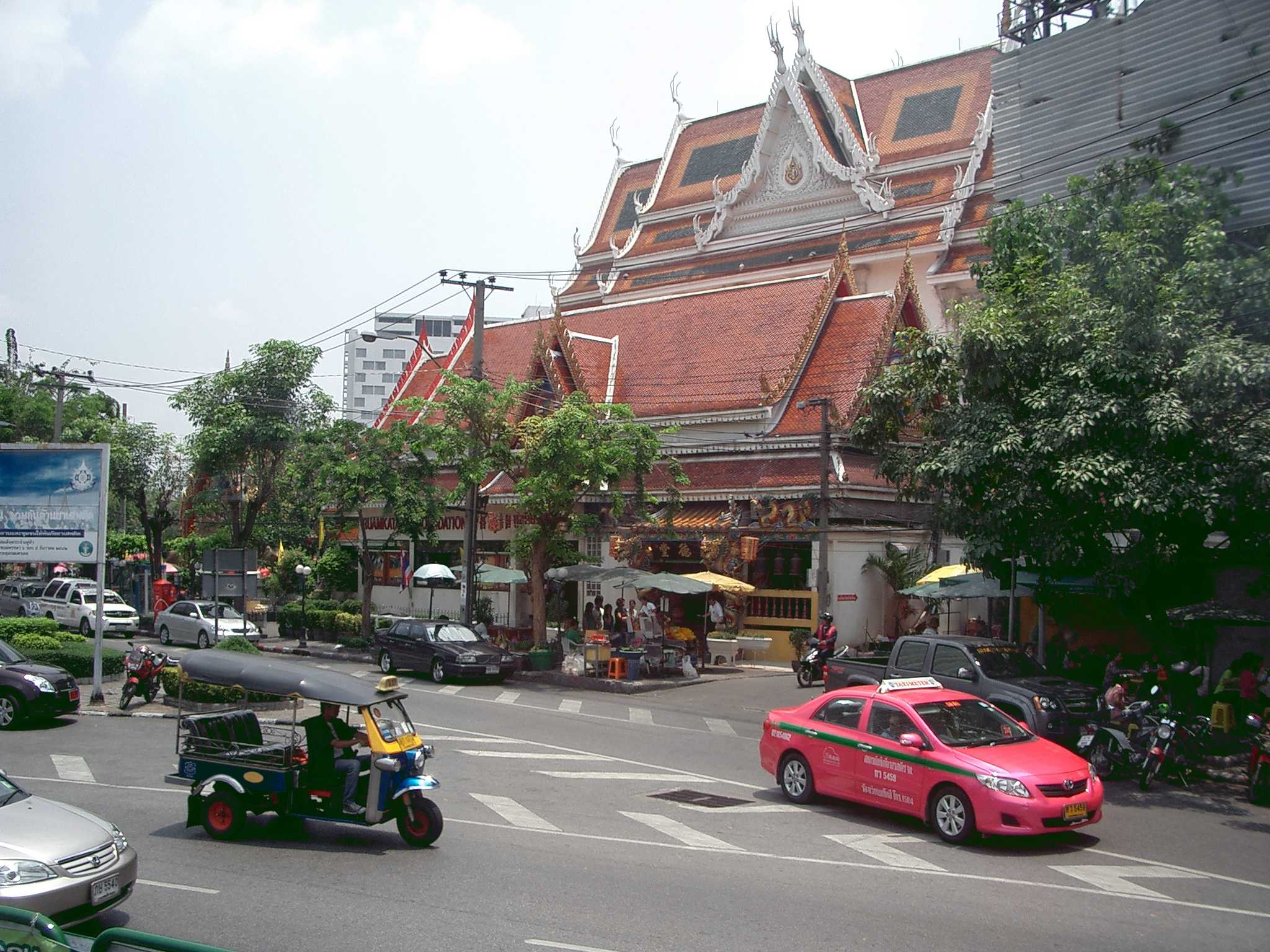
バンコクラーマ4世通り ワット・フアランポーン 泰國義徳善堂

泰國義徳善堂 (タイ語:มูลนิธิร่วมกตัญญู、英語：Ruamkatanyu Foundation ）は、タイ王国の華人慈善宗教団体（善堂）。バンコクおよび地方都市圏に展開する民間レスキュー組織をもっていることで知られる。1970年創設。「義徳善堂」とも記述される。

## 概要
泰國義徳善堂は、レスキュー隊を所有するタイのボランティア団体である。遺体回収、傷病者の病院搬送、交通事故被害者搬送、災害救命活動など救急医療を必要とする人々を救助するために活動を行っている。独自に救急車などを所有している。バンコクのワット・フアランポーンに無縁仏の共同墓所があり、当地で活動義捐金を募っている。支部は地方都市にも散在している。

## 歴史
1970年6月22日、ソムギアット・ソムサグンルンルアン（สมเกียรติ สมสกุลรุ่งเรือง）によって創設された。ソムギアットは第二次世界大戦時のB29によるバンコク空襲の中で傷病者搬入や遺体回収を経験し、その後クローントゥーイスラムの貧困の中で葬儀の棺もなく死んでゆく人びとへ安価に棺を提供する活動を通して、善堂の創設を思い立った。ソムギアットは 1987年3月20日から、2010年4月現在まで会長を務めている。

## 本部所在地
サムットプラーカーン県 バーンプリー郡 タンボン・バーンプリーヤイ　（バーンナー‐トラート道路 12km）ムー13　バーンプリー本部　（มูลนิธิร่วมกตัญญู สำนักงานบางพลี เลขที่19 ม.13 (บางนาตราด กม.12) ต.บางพลีใหญ่ อ.บางพลี จ.สมุทรปราการ）

## 関連事項
- 華僑報徳善堂
- サヤーム・ルワム・ヂャイ（泰國聯心善堂）